# Основний інстинкт 2
«Основний інстинкт 2» (англ. Basic Instinct 2), або «Основний інстинкт 2: Жага ризику» — еротичний трилер 2006 року, продовження фільму «Основний інстинкт» (1992). Головну роль письменниці Катерини Трамелл, яку підозрюють у вбивствах, знову виконала Шерон Стоун. Також у фільмі знялися Давид Морріссі, Шарлотта Ремплінг та Давид Тьюліс.
Фільм знімався в квітні-серпні 2005 року і вийшов на екрани 31 березня 2006 року. На відміну від першої частини, «Основний інстинкт 2» не набув популярності серед масового глядача. Більше того, він був погано прийнятий критикою і не окупив бюджет в 70 млн $, зібравши в прокаті по всьому світі близько 35 млн $.

## Сюжет
Як і в першому фільмі, основний сюжет крутиться навколо трикутника, створеного двома чоловіками детективом Роєм Уошберном, доктором Майклом Гласом та жінкою-письменницею Катериною Трамелл. Враховуючи вік Шерон Стоун, сексуальні стосунки вже не займають головного місця у фільмі, проте для створення певної «димової завіси» вони присутні.
В основі протистояння між детективом Роєм Уошберном та доктором Майклом Гласом лежить історія семирічної давнини, пов'язана із вбивством Джорджем Чеславом (на той час — пацієнтом Гласа) своєї вагітної дружини, котру скоріше всього шантажував детектив Рой. Справа в тому, що Джордж Чеслав був відомим наркоділком, і детектив Рой хотів запроторити його до в'язниці. Слід відзначити, що дана подія була лише епізодом в житті детектива Роя (він незабаром просто забув про неї, то ж у нього немає ворожого ставлення до Гласа), проте на Гласа вона справила сильне враження (він на довгий час впав в депресію). Вийти зі стану депресії йому допомогло своєрідне роздвоєння особистості на зовні цілком пристойного Др. Джекіла та агресивного Мр. Чайлда. Тобто задовго до приїзду Катерини Трамелл в Лондон, Др. Глас уже був психологічно готовий для розплати з детективом Роєм. Дійсно, розлучення з дружиною Деніс Глас, котра ще за рік до подій зв'язалася з журналістом Адамом Тауерсом, котрий в свою чергу почав її розпитувати про трагедію з Джорджем Чеславим, все це і був той сприятливий ґрунт до появи на світ Мр. Хайда, а приїзд Катерини Трамелл лише прискорив події, створюючи атмосферу невизначеності, котру організовувала Катерина активно втручаючись в кожну подію, що створювало ілюзію її безпосередньої участі у вбивствах, хоч вона всього лише писала черговий детектив.
Зав'язка фільму відбувається під час шаленої гонки на автомобілі Катерини Трамелл з футболістом Кевіном Френксом. Оскільки і Катерена, і Френкс були накачені наркотиками, тож зовсім не дивно, що на швидкості 110 миль за годину, автомобіль Катерини раптово завернув вбік і впав в Темзу. Якщо Кевін практично був у відключці, то Катерина досить швидко прийшла до тями і зробила спробу від'єднати замок рятувального поясу в Френкса. Проте це їй не вдалося, і вона холоднокровно взялася за своє власне спасіння: натисла кнопку опускання бокового скла і швидко через вікно вибралась у води ріки. Далі за справу береться детектив Рой Уошберн, котрий не маючи фактів злочинних дій Катерини хоче запроторити її у в'язницю чи божевільню тільки за її слова, що провокативно лунають з її уст. Звичайно всі ці бажання так і лишилися просто бажаннями, якби детективу Рою не прийшла ідея підключення «кишенькового психіатра» до справи Катерини Трамелл. Під час психіатричної експертизи Катерина Трамелл досвідченим оком відчула запах крові, від Др. Гласа. Розпочалася інтелектуальна гра між професійним маніпулятором Катериною та маніпулятором-дилетантом Др. Гласом.
На відміну від детектива Роя та Др. Гласа, що упереджено ставилися до Катерини Трамелл, всі інші герої фільму досить легко йшли на контакти з нею. Відомо, що перше враження від людини сприймається як найбільш достовірне, тому навіть дізнавшись хто вона, тобто — Катерина Трамелл, більшість дійових осіб не переставали їй довіряти. Попалися на гачок «зачарування» Катериною не тільки пересічні люди, такі як репортер Адам, дружина Гласа — Деніс, але й професіонали психіатри, такі як Др. Мілена Гардош та Др. Якоб Герст. А це говорить про природність її поведінки в будь-якій життєвій ситуації, на відміну від Др. Гласа, котрий досить часто нервував і вів себе не адекватно.
Далі йде череда вбивств — спершу Адама Тауерса, потім Деніс Глас і зрештою Річарда Пеповича з якими у Катерини були попередні сексуальні контакти, що наштовхують глядача до думки, що вона їх і вбила… Проте це і є якраз той випадок, що очі глядача вводять себе в оману, оскільки в цей час ми не просто бачимо фільм, а бачимо його «очима Др. Джекіла» — тобто всі ці події по замовчуванню відводяться від постаті «Мр. Хайда», котрий і здійснює всі ці вбивства.
Кульмінаційним моментом фільму є сцена «спасіння» Др. Джекілем Мілени Гардош. Дійсно, Др. Глас, прочитавши один із сценаріїв майбутнього роману Катерини, і взнавши, що письменниця збирається вбити Мілену, їде в 12-ть годин ночі до неї щоб попередити, попередньо повідомивши детектива Роя. Проте не так сталося, як гадалося, замість спасіння Др. Гардош, Др. Глас вбиває детектива Роя, очевидно внаслідок «навіювання» Катерини, насправді він уже давно хотів його вбити, тільки підходящого моменту не було. Ось так Др. Глас позбувся всіх своїх ворогів, реальних та мнимих, і не попав у в'язницю. Правда його запроторили в божевільню та забрали ліцензію психотерапевта, проте хто сказав, що від там буде сидіти до скону свого життя. І візит Катерени, з подарунком останньої книги і є тому підтвердження.

## Головні персонажі

### Рой Уошберн
Типовий англійський детектив, Рой Уошберн діє на відміну від американського методами «тихої сапи»: підкупу, шантажу, наклепу, підтасування фактів, підміни/підкидання речових доказів і т.і. Тому і не дивна поява статті Адама Тауерса про т.з. «детектива Х», що нечесними методами бореться зі злочинністю в Лондоні. Рой Уошберн вартий довіри навіть по тому, що він увірвався в критичний момент для свого життя в помешкання Др. Мілени Гардош без револьвера, а в останні секунди свого життя він попросив Др. Гласа не стільки «не вірити словам» Катерини, а вбити її зараз, оскільки другого шансу в нього вже не буде.
Звичайно детектив Рой був типовим простаком-поліцейським, що добре знав життя і чітко розрізняв добро та зло, з яким він і боровся не покладаючи рук все своє життя, не гребуючи і не зовсім законними методами. Проте не можна сказати, що він умисно вбив дружину Джорджа Чеслава щоб засадити в тюрму останнього. Шантажувати дружину Чеслава — будьте ласкаві, а от вбити — зась! Це суперечило б його ідеалу служіння державі.

### Доктори психіатри
В фільмі, крім Др. Гласа присутні ще два доктори психіатрії — Мілена Гардош та Якоб Герст. Звичайно, це високоосвічені люди, що в свій час захистили докторські дисертації в галузі психіатрії. Більше того, Якоб Герст є провідним спеціалістом в даній галузі в Лондоні, а значить і у всій Британії. Скоріше всього він є т.з. «фул професор» і має право завідувати кафедрами, факультетами, а також читати лекції в інших університетах (також в інших країнах). Мілена Гардош, подібно до Гласа веде практику в приватній клініці. Очевидно також, що вона, не маючи своїх дітей, протегує Гласу, і тому допомагає йому у контактах з Якобом Герстом. Важливим для фільму є те, що ці високоосвічені люди познайомилися цілком випадково з Катериною Трамелл задовго до того, коли вони взнали, хто вона насправді. Оскільки при першому знайомстві вони не помітили нічого особливого (підозрілого), тому перша думка про Катерину практично не мінялася і після детальнішого ознайомлення з її біографією та чутками, що її супроводжували. Звідси тривіально випливає, що і Катерина Трамелл, і Глас змогли маніпулювати враженнями обох високоосвічених докторів психіатрії таким чином, що останні підтвердили повну «невинність» Катерини з одного боку, та «втрату глузду» Др. Гласа (внаслідок перенесеного шоку) з іншого. Чого варта в цьому плані цитата Катерини: «Хто пацієнт, хто лікар…». На завершення Др. Гласу «приписали» тільки вбивство детектива Роя, а всі інші вбивства «повісили» на детектива Роя Уошберна.

### Адам Тауерс
Кореспондент часопису «URBANE» Адам Тауерс був не тільки першою зумисною жертвою в фільмі, котра заслужено постраждала за свою діяльність, проте він виділяється на тлі наступних жетв тим, що діяв осмислено і в принципі розумів, що за свої дії можлива розплата. Слід відзначити, що часопис «Міська цивілізація» не такий уже і «бульварний», чи «жовтий». Це часопис, що описує стан культури сучасної Британії («Roots of British Culture»), а якими методами дістається інформація для нього — це вже справа морального стану тих кореспондентів, що в ньому працюють. Вперше ми бачимо обкладинку цього журналу в книжковому магазині, де Др. Глас купує книги Катерини. На стенді показаний сам журнал із фотографією Адама та заголовком передової статті — «Adam goes one on one with Catherin Tramell!».
Звичайно, пересічному читачу цього журналу не до того, що Адам цілком буквально мав стосунки з Катериною, адже стаття не про це. А от Др. Гласу це було важливо. Більше того, що його дружина, Деніс Глас не просто пішла від нього, а пішла до цього кореспондента (тобто по суті була просто ним використана для добування інформації про чоловіка!). Так, що смерть Адама була цілком очікуваною, а те, що вона прийняла форми, описані в романах Катерини, пояснюється тим, що Др. Глас перед цим уважно їх перечитав і прийняв правила гри Трамелл (вони йому просто сподобалися, та і відводили від нього увагу детективів).

### Жертви
Деніс Глас (дружину Др. Гласа) грає відома британська актриса Індіра Варма, що в свій час зіграла головну роль в фільмі Камасутра. Наскільки вона була ефектною в Камасутрі, настільки вона була звичайною «сірою мишкою» в Основному інстинкті. Деніс терпіла свого чоловіка до тих пір, поки це було можливо з його непрестанною депресією на роботі та вдома. Очевидно, що той вихід із депресії через роздвоєння особистості і спричинив її пошуки напарника зі сторони. І це не її вина, що таким напарником виявся кореспондент Адам, що переслідував інші цілі, а її тривіально використав. Те, що вона по простоті душевній почала давати Адаму інформацію з перших уст про справу Джорджа Чеслава, говорить про її низький рівень розвитку, оскільки рефлексивні сумніви свого чоловіка вона подала у вигляді достовірної інформації. Цим самим вона і прирекла не тільки себе, а і кореспондента Адама на наглу смерть.
Другорядна жертва Річард Пепович (ім'я актора навіть відсутнє в базі даних), був уведений в фільм до певної міри щоб показати, яким чином перестаріла Катерина здобуває за гроші партнерів для любовних втіх. Молодий, проте не зовсім здоровий Пепович (звідси випливає проблема пляшечок з інсуліном) йде на «садомазохістський контакт» з Катериною тільки за великі гроші (на його думку!).
Вбивство Пеповича нікому не потрібно, ні Катерині (що навіть купує для нього інсулін), ні детективу Рою (котрий про нього і не знав до вбивства), і навіть самому Др. Гласу (як «Др. Джекілю»). Проте роздвоєння Др. Гласа досягло такої межі, коли «Др. Джекіл» уже не міг контролювати дії ревнивого «Мр. Хайда», і останній вбив нікому непотрібного професійного ловеласа.

## Актори
| Актор             | Роль               | Примітки       |
| ----------------- | ------------------ | -------------- |
| Шерон Стоун       | Катерина Трамелл   | письменниця    |
| Давид Моріссі     | Др. Майкл Глас     | психіатр       |
| Давид Тьюліс      | Рой Уошберн        | детектив       |
| Нейл Маскел       | детектив Фергюссон | детектив       |
| Індіра Варма      | Деніс Глас         | дружина Майкла |
| Шарлотта Ремплінг | Мілена Гардош      | психіатр       |
| Хеаскоте Вільямс  | Др. Якоб Герст     | психіатр       |
| Стен Коллімор     | Кевін Франкс       | футболіст      |
| Г'ю Денсі         | Адам Тауерс        | репортер       |
|                   | Річард Пепович     | сутенер        |
| Ян Чапелл         | Анжела             | довірена особа |
| Енн Кейлон        | Лейні Уорд         |                |
| Йєн Робертсон     | Пітер Рістедес     |                |
| Ката Добо         | Магда              |                |
| Флора Монтгомері  | Мішель Бродвін     |                |

## Золота малина
«Основний інстинкт 2» був висунутий на антипремію «Золота малина» в семи номінаціях, перемігши в чотирьох з них: «Найгірший фільм», «Найгірша жіноча роль» (Стоун), «Найгірший сиквел» та «Найгірший сценарій».